# مليليحة
مليليحة أو المليليحة، مدينة وبلدية تابعة إقليميا إلى دائرة دار الشيوخ ولاية الجلفة الجزائرية.

## السكان
يقطنها عرش أولاد عيفة قدر عدد سكانها أكثر من15000نسمة

### الموقع الجغرافي
يحد المليليحة كل من:
- شمالا: دار الشيوخ
- جنوبا: فيض البطمة

- شرقا: ولاية مسيلة
- غربا: الجلفة

### التضاريس
تعتبر البلدية من أهم مدن ولاية الجلقة

## أحياء وقرى البلدية
- الفرع الإداري المويلح - ثاني أكبر مجمع سكني -بعد مقر البلدية بالمليليحة
- الفرع الإداري ضاية السلوين
- الفرع الإداري عين لزيار
- الفرع الإداري الزريقة

## النشاط الرياضي
- جمعية الجيل الصاعد الرياضية بالمويلح بلدية المليليحة
- المركب الرياضي بالمليليحة
- دار شباب بالمليليحة
- دار شباب بالمويلح

## النشاط الثقافي
- جمعية الأسد الثقافية بالمويلح بلدية المليليحة وجمعيات أخرى وفوجي كشافة اسلامية ومكاتب بلدية لمنظمات حقوقية وجمعوية تدافع عن حقوق الشباب.

## الإقتصاد
يعتمد اقتصاد البلدية على المجترات الصغيرة والفلاحة